# Nikolaj Kuzanski
Nikolaj Kuzanski ali Nikolaj iz Kuze (latinsko Nicolaus Cusanus), pravo ime Nikolaus Chrifftz (Krebs, Chrypffs), nemški teolog, škof, kardinal, filozof, matematik, astronom in cerkvenopravni strokovnjak, * 1401, Kues (slovensko Kuza, (Kuös, Küs)) ob Mozeli blizu Trierja, Porenje, Nemčija, † 11. avgust, 1464, Todi, Umbrija, Italija.

## Življenje in delo
Nikolaj Kuzanski se je rodil v trgovski družini kot sin ribiča Johanna Krebsa. Študiral je pravo v Heidelbergu, potem pa pravo in matematiko na Univerzi v Padovi, kjer je iz kanonskega prava prejel doktorski naziv leta 1423 (1418).
Potem je pravo opustil in študiral teologijo v Kölnu, kjer je prišel v stik s krščanskim novoplatonizmom Mojstra Eckharta, kar ga je dodatno motiviral za nadaljnji študij novoplatoničnih filozofov in mistikov. Bil je temeljito izobražen, znal je vse tri stare jezike, grščino, latinščino in hebrejščino, bil pa je tudi izrazito matematično nadarjen. Kot lieški naddiakon (arhidiakon) je sodeloval na baselskem ekumenskem koncilu med letoma 1431 in 1449.
V tem času je napisal delo De concordantia catholica, zbirko razmišljanj o Cerkvi. To delo je dolgo služilo kritikom papeštva še dolgo po tem ko je Kuzanski zapustil Basel in se leta 1438 pridružil naporu papeža Evgena IV. v približevanju zahodnih cerkva z vzhodnimi. Tega leta je papež Evgen IV. poslal Kuzanskega v okviru Koncila v Firencah v Konstantinopel, da bi zaradi čedalje večje nevarnosti pred turškim prodiranjem, ki je ogrožalo Konstantinopel, prestolnico in zadnji ostanek nekoč mogočnega Bizantinskega cesarstva, pomagal pri spravi obeh krščanskih cerkva, rimske in grške, ki sta bili od vzhodnega razkola leta 1054 ločeni. Kuzanskemu se poslanstvo v Konstantinoplu ni posrečilo, dobil pa je mnogo več. Videl je, da je v mestu velikanska zakladnica neprecenljivih zakladov starih grških rokopisov, ki so tam pozabljeni in neuporabljeni ležali skozi stoletja. Veliko jih je vzel s seboj v Italijo, na primer znamenito Diofantovo knjigo Aritmetika. Spoznal pa je tudi grškega vladiko v Nikeji, arhiepiskopa in strokovnjaka za Platonovo filozofijo Ivana Bessariona. Bessarion je pozneje spremljal predzadnjega bizantinskega cesarja Ivana VIII. Paleologa v Ferraro, da bi na koncilu pomagal združiti grško in rimsko cerkev, namesto tega pa je pod vplivom Kuzanskega prestopil k rimskokatoliški cerkvi in postal kardinal. Tako je Kuzanski poleg grških rokopisov pripeljal s seboj tudi zelo dobrega poznavalca grškega jezika.
Leta 1447 so v Italijo prišli tudi prvi begunci iz ogroženega Konstantinopla in drugih dežel propadajočega Bizantinskega cesarstva, ki so ga takrat v zaključni fazi osvajali Osmani. Tega leta so bolonjskega škofa Tommaso Parentucellija izvolili za papeža Nikolaja V., ki je nasledil Evgena IV.. Leta 1453 je osmanski sultan Mehmed II. Osvajalec zavzel tudi Konstantinopel in mesto izbral za novo prestolnico Osmanskega cesarstva. V Italijo je takrat pribežalo mnogo beguncev. Med njimi so bili tudi znanstveniki, ki so prinesli s seboj stare grške rokopise in razširili znanje starogrškega jezika. Vsi so našli pri Nikolaju V. gostoljubno zavetišče. Ta zelo izobraženi papež si je pridobil za razcvet znanosti posebne zasluge, saj si je ne glede na gmotne žrtve priskrbel okoli 3000 starih rokopisov in ustanovil z njimi Vatikansko knjižnico. Nikolaj V. pa se ni zadovoljil samo s tem, da je priskrbel rokopise, ampak je zbral tudi poznavalce grškega jezika, da bi ta dela prevedli v latinščino. Prva njegova pomočnika pri tem sta bila prav Kuzanski in Bessarion. Za apostolskega tajnika je papež postavil celo grško-bizantinskega humanista in Bessarionovega učitelja  Georgija Gemista Pletona iz Trapezunta (1355 – 1452).
Na povratku iz Kostantinopla je Kuzanski med burno vožnjo veliko premišljeval, kar ga je usmerilo k pisanju o bolj metafizičnih vsebinah. Nato je predstavljal papeža v Nemčiji in postal znan kot Herkul Evgenove stvari. Po uspešni zadolžitvi kot papeški nuncij, ga je Nikolaj V. leta 1448 ali 1449 povzdignil v kardinala. Leta 1450 so ga imenovali za brixenškega škofa. Njegovemu škofovanju je nasprotoval avstrijski nadvojvoda Sigismund. Nadvojvoda je leta 1460 Kuzanca zaprl, zaradi česar je papež Pij II. izobčil Sigismunda in izrekel interdikt nad njegovimi pokrajinami. Kuzanski se nikoli ni mogel vrniti v svojo škofijo.
Pokopali so ga v cerkvi svetega Petra v vezeh v Rimu. Kasneje so se njegovi posmrtni ostanki izgubili. Ostal je le spomenik, ki ga predstavlja kot kardinala.

## Filozofija
Nikolaj Kuzanski je znan po svojem učenju o sovpadanju nasprotij (coincidentia oppositorum), ki sprevrača Aristotelov zakon protislovnosti. Njegovo najpomembnejše delo je »O učeni nevednosti« (De docta ignorantia), objavljeno leta 1440.
Njegovo pisanje velja za globoko mistično, zlasti kar zadeva možnost poznavanja Boga prek božanskega človeškega uma; le-to pa ni mogoče zgolj ob uporabi čutil ali »učene nevednosti«. Nekateri so pri njem zaznali panteistična prepričanja, njegovih spisov pa sicer niso nikoli obsodili za krivo vero.

### Prispevki k znanosti
V nasprotju s praktičnim Regiomontanom je Nikolaj v »Učeni nevednosti«, zatrjeval, da se Zemlja vrti okoli svoje osi in kroži okoli Sonca. V Vesolju ni nobenega zgoraj ali spodaj. Svojih prepričanj ni podprl z natančnim opazovanjem, računanjem ali sklicevanjem na znanstveno teorijo. Njegovih razmišljanj o Vesolju ne moremo enostavno prevesti v preverljivo teorijo. Njega prepričanja temeljijo izključno na njegovih osebnih numeroloških izračunih in metafiziki. Njegove misli niso bistveno vplivale na razvoj znanosti, sporno je tudi ali je zanj vedel Kopernik. Nasploh si je Kuzanski želel meriti fizikalne pojave, kar je kasneje storil Galilei. Zaradi svojih radikalnih pogledov pa ni imel težav kot Bruno, saj je lahko postal celo kardinal in škof. Svojim učencem, kuzijancem, je zapustil naravno filozofijo, ki jo lahko štejemo za temelj filozofske duhovne usmeritve renesanse. Kopernik, Galilei in Kepler naj bi poznali delo Kuzanskega. Kepler ga je v prvem poglavju svojega prvega objavljenega dela označil kot 'božansko navdahnjenega'. Podobno kot Kepler za njim je Kuzanski menil, da v Vesolju ni popolnega kroga, kar je v nasprotju z aristotelskim modelom.
Večino njegovih matematičnih zamisli je moč najti v delih: O učeni nevednosti, O domnevah (De coniecturis) (1440) in O videnju Boga (De visione Dei) (1453). Razvil je pojem neskončno malih in velikih količin, ter pojem relativnega gibanja. Njegovi spisi so vplivali na Leibnizovo odkritje diferencialnega računa in tudi na Cantorjevo poznejše delo o neskončnosti.
Za popravo kratkovidnosti je Kuzanski med prvimi uporabljal vbokle leče.

### Ontološke predpostavke in »sovpadanje nasprotij«
Temeljno izhodišče Nikolajeve filozofije je razlika med neskončnim in popolnim Bogom ter nepopolnostjo sveta. Univerzum je explicatio (izraz, razvoj, razvitje) Boga, zaznamovan z mnoštvom, pri Bogu pa najdemo enotnost, ki združuje ne le različne lastnosti (kot denimo neka reč v svetu), temveč tudi nasprotja. Bog je tako complicatio (zloženost, zapognjenost, zavitje) sveta in transcendira nasprotja, ki jih v njem srečujemo.
V zvezi s tem sovpadanjem nasprotij (coincidentia oppositorum) v absolutu Kuzanec ponudi primer nasprotja med gibanjem in mirovanjem. Telo v gibanju ni nikdar na istem mestu, telo, ki miruje, pa ni nikoli izven svojega mesta. Toda če zamislimo neko telo, ki kroži z neskončno hitrostjo, bo to telo hkrati vselej na istem mestu in vselej nekje drugje. Iz tega paradoksa je po negaciji absurda izpeljal, da na svetu ne obstajata minimum in maksimum gibanja, da ne obstaja popolno mirovanje, (najpočasnejše gibanje) in ne neskončna hitrost (najhitrejše gibanje), saj sta obe lastnosti izven hitrosti in se torej ujemata.
Podobno bi se dalo razvijati na kakem drugem paru nasprotij. Vzemimo nasprotje majhno-veliko: ta par nasprotnih pojmov je smiseln le v svetu relativno bivajočih reči, ki so večje ali manjše druga od druge, ne more pa biti največjega in najmanjšega predmeta, saj oba predikata nekako izpadeta iz niza večjega in manjšega, ob tem pa sovpadeta drug z drugim. Nikolaj Kuzanski to nazorno pokaže na primeru iz geometrije, na nasprotju med ravno in krivo črto. Imamo krog in tangento. Povečajmo ta krog v mislih do neskončnosti in tedaj bo tangenta sovpadla z obodom kroga. Če pa krog pomanjšamo do neskončno majhnega, se obod ujame s premerom. A obakrat se razblini smisel središča: ujema se z obodom, je povsod ali ga ni nikjer.

### Bog in svet: neskončnost nasproti brezkrajnosti
Osončje oziroma Sončev sistem (kozmos) so si tedaj zamišljali kot zaporedje istosrediščnih nebesnih sfer ali orbit (na vsaki je bil eden od planetov), ki so krožile okoli osrednje osi, sredi katere naj bi bila Zemlja.
Nikolaj svoja razmišljanja nato po analogiji prenese na svet in pravi, da na podlagi opazovanja gibanja orbit ugotovimo, »da ni mogoče, da bi imel svetovni stroj fiksno in negibljivo središče ... kajti v gibanju ni mogoče najti nobenega absolutnega minimuma, to je fiksnega središča, ker se mora minimum nujno ujemati z maksimumom.«  Središče sveta in njegov obod se ujemata v tem, da uhajata iz našega »fizičnega« sveta, sta potemtakem metafizična in sovpadata v Bogu: »Svet torej nima oboda: kajti če bi imel središče in obod, bi imel tako sam v sebi svoj začetek in konec in bi bil omejen glede na nekaj drugega, zunaj njega pa bi bilo nekaj drugega in prostor - stvari, ki sploh niso resnične. Ker ga torej ni mogoče ujeti med telesno središče in obod, se sveta, katerega središče in obod je Bog, ne da spoznati.«  Tako se tudi ne da reči, ali je svet končen ali neskončen: »Čeprav ni neskončen, si ga vendar ne moremo predstavljati kot končnega, ker nima meja, med katere bi bil ujet... Tako kot Zemlja ni središče sveta, niso niti sfere zvezd stalnic njegov obod.«  Oznako »neskončno« (lat. infinitum) namreč Nikolaj pripisuje le Bogu, za svet pa reče, da je »brezkrajen« (lat. interminatum), kar lahko interpretiramo tudi kot »nedoločen«. Svet namreč ni predmet natančne vednosti, ampak zgolj parcialne, domnevne vednosti, ki je v resnici rod, posebna vrsta nevednosti - je »učena nevednost«.
Poudari tudi, da sta nepomična pola »zadnje sfere« le namišljena: če bi obstajala, bi lahko z Zemlje videli 2 zvezdi, ki se ne premikata. In to je še en argument, zakaj ne more biti središča, ki bi moralo biti enako oddaljeno od obeh polov. Poleg tega skuša tudi razrahljati dotlej običajno prepričanje o temeljni razliki med Zemljo in drugimi »zvezdami«. Če na svetu nič ne more mirovati, je očitno, da se tudi Zemlja giblje kakor druge »zvezde«. Po drugi strani pa ne Sonce ne Luna ne Zemlja ne morejo opisati resničnega kroga, ker se ne gibljejo okrog nepomične točke (saj ta po njem ne more obstajati).